# High-Rise
Pour les articles homonymes, voir High Rise.
Pour plus de détails, voir Fiche technique et Distribution.
High-Rise est un thriller de science-fiction britannique coécrit et réalisé par Ben Wheatley, sorti en 2015.
Il s'agit de l'adaptation de la satire sociale I.G.H. (High Rise) écrite par J. G. Ballard en 1975.

## Synopsis
Un immeuble de grande hauteur, société en réduction que son concepteur, l'architecte Royal, a voulu parfaite, est le lieu où cette société dérape.

## Fiche technique
- Titre original : High-Rise
- Titre québécois : Gratte-ciel
- Réalisation : Ben Wheatley
- Scénario : Amy Jump (en), d'après I.G.H. de J. G. Ballard
- Direction artistique : Mark Tildesley
- Décors :
- Costumes :
- Montage : Amy Jump (en), Ben Wheatley
- Musique :  Clint Mansell
- Photographie : Laurie Rose
- Son :
- Production : Jeremy Thomas
- Sociétés de production : Recorded Picture Company
- Sociétés de distribution :
- Pays d’origine :  Royaume-Uni
- Langue originale : Anglais
- Format : couleur - 2,35:1 - son Dolby numérique
- Genre : thriller d'horreur
- Durée : 119 minutes
- Dates de sortie : 
  - Royaume-Uni : 9 octobre 2015 (Festival de Londres)
  - France : 6 avril 2016
- Classification :
  -  France :  Interdit aux moins de 12 ans

## Distribution
| |  |  |
| Les acteurs Tom Hiddleston et Elisabeth Moss à la première du film au Festival international du film de Toronto 2015. |  |  |

- Tom Hiddleston (VF : Alexis Victor) : le Dr Robert Laing
- Luke Evans (VF : Boris Rehlinger) : Richard Wilder
- Sienna Miller (VF : Céline Mauge) : Charlotte Melville
- Elisabeth Moss (VF : Anne Dolan) : Helen Wilder
- Jeremy Irons (VF : Bernard Tiphaine) : Anthony Royal
- James Purefoy (VF : Julien Kramer) : Pangbourne
- Reece Shearsmith (VF : Lionel Tua) : Steele
- Keeley Hawes : Ann
- Peter Ferdinando : Cosgrove
- Sienna Guillory : Jane
- Enzo Cilenti : Talbot
- Tony Way : Robert
- Stacy Martin : Faye
- Augustus Prew (VF : Benjamin Bollen) : Munrow

 Source et légende : version française (VF) sur RS Doublage

## Autour du film
- Avant que Ben Wheatley n'entame la production du film, le livre a connu plusieurs projets d'adaptation qui ont échoué. Nicolas Roeg et Peter Greenaway ont ainsi tenté de l'adapter dans les années 80, de même que Vincenzo Natali en 2010[2].